# 360

360(삼백육십)은 359보다 크고 361보다 작은 자연수다.

## 수학
- 합성수로, 그 약수는 총 24개다. (1, 2, 3, 4, 5, 6, 8, 9, 10, 12, 15, 18, 20, 24, 30, 36, 40, 45, 60, 72, 90, 120, 180, 360)
  - 약수가 24개인 가장 작은 자연수다.
  - 360의 진약수의 합은 810이므로, 360은 과잉수다.
- 13번째 고도 합성수다. 앞의 고도 합성수는 240, 다음은 720이다.
- 특정 좌표 및 도형이 어떤 축을 중심으로 한 바퀴를 돌면 360° 회전이라고 한다.
- 사각형의 모든 내각의 합은 360°다.
- 360의 약수 중 하나인 72는 π(360)의 결과다.
- 다각형의 외각의 합은 360°다.
- {\displaystyle 360=179+181}
  - 연속하는 두 소수(素數)의 합으로 나타낼 수 있으며, 이 성질을 지닌 앞의 수는 352, 다음 수는 372이다.
- {\displaystyle 360=18\times 20}
  - 연속하는 두 짝수의 곱으로 나타낼 수 있으며, 이 성질을 지닌 앞의 수는 288, 다음 수는 440이다.
- {\displaystyle 360=3\times 4\times 5\times 6}
  - 연속하는 네 자연수의 곱으로 나타낼 수 있으며, 이 성질을 지닌 앞의 수는 120, 다음 수는 840이다.
  - 6의 계승의 절반이다.

({\displaystyle 360={\frac {6!}{2}}})
- {\displaystyle 360=6^{2}+18^{2}}
  - 서로 다른 두 자연수의 제곱합으로 나타낼 수 있는 수다.
- {\displaystyle 360=4^{2}+6^{2}+8^{2}+10^{2}+12^{2}}
  - 연속하는 짝수 5개의 제곱합으로 나타낼 수 있으며, 이 성질을 지닌 앞의 수는 220, 다음 수는 540이다.
- {\displaystyle 360=19^{2}-1}

## 과학·기술
- 두 개의 거울 사이의 각도(중심각)가 {\displaystyle n^{\circ }}일 때, 거울에 비쳐 보이는 상의 개수는 {\displaystyle {\frac {360}{n}}-1}개다.

즉, 두 개의 거울을 나란히 놓으면(180°) 거울에는 하나의 상이 비쳐 보이며, 120°의 각도로 꺾어 놓으면 2개, 90°의 각도로 꺾어 놓으면 3개, 72°의 각도로 꺾어 놓으면 4개의 상이 비쳐 보이는 식이다.
- NGC 360(영어판): 큰부리새자리 방향에 있는 나선은하.
- IBM 시스템/360: IBM의 컴퓨팅 구조.
- 쇼트 360: 영국의 항공기.
- 페라리 360: 이탈리아의 스포츠카.
- 스바루 360: 일본의 준소형 승용차.
- 엑스박스 360: 마이크로소프트의 비디오 게임 콘솔.

## 교통
- 국도 제360호선
  - 일본 360번 국도(일본어판): 도야마현 도야마시에서 이시카와현 고마쓰시까지 이어지는 일본의 국도.
- 기타 도로
  - 360번 지방도: 경기도 파주시 탄현면 성동리에서 포천시 가산면 마산리까지 이어지는 대한민국의 지방도.
  - 현도 제360호선

## 군사
- U-360(영어판): 제2차 세계 대전에 사용된 나치 독일의 군용 잠수함.

## 문화유산
- 대한민국의 보물 제360호: 제천 월광사지 원랑선사탑비
- 대한민국의 사적 제360호: 남양주 휘경원

## 작품
- 《360》(2011년): 프랑스의 로맨틱 드라마 영화.

## 기타
- 연도: 360년, 기원전 360년
- 360년대
- 옹핑 360: 홍콩의 관광 프로젝트
- 치후 360: 중국의 보안 소프트웨어 기업
- 한국십진분류법에서 법률 및 법학에 관한 책들이 분류되는 번호.

## 같이 보기
- 원 (기하학)